# سنت-الن-دو-باگو، کبک
سنت-الن-دو-باگو (به فرانسوی: Sainte-Hélène-de-Bagot) شهری در منطقه شهری له ماسکوتن ناحیه مونترژی در استان کبک کانادا است. در سرشماری سال ۲۰۱۱ این شهر ۱٬۵۴۱ نفر جمعیت داشته‌است و مساحت آن ۷۳٫۵۳ کیلومتر مربع است.